# 韓国語レベルテスト
韓国語レベルテスト（かんこくごレベルテスト）、またはKLTは朝鮮語を母語としない人を対象とした朝鮮語の試験。2009年、第9回をもって終了した。

## 歴史
「韓国語レベルテスト」は朝鮮語を母国語としない人の朝鮮語の水準を測定、評価することを目的として、2005年、社団法人東アジア文化交流協会が開発・実施した。第1回の試験は2005年7月に行われた。試験開催地は韓国、日本及び中国であったが、韓国がソウル、釜山、天安の3か所、中国は北京、上海をはじめ4か所であったのに対し、日本では東京、大阪、広島など13か所（第2回）であり、主な受験対象者は日本人と中国人（及び在外韓国人）であった。KLTは毎年2回のペースで実施されていたが、毎年受験者が伸びず募集延長が続いた。結局、第9回を最後として、2009年1月28日、公式ホームページ上で試験の終了が告知された。

## 特徴
級別ではなく、点数制（1000点満点）を採用しており、受験者が一律に試験を受けられることをメリットとする。これは、「韓国語能力試験」や「ハングル能力検定試験」との差別化を狙ったものだったが、すでにKLPTという類似の試験があり、受験者にとって大きな魅力とはならなかった。試験内容としては聞き取りに重点を置いている。

## 試験要項
- 実施回数：年2回
- 受験料：30,000ウォン（日本：4,500円）
- 試験時間：90分
- 問題数：1000問（聞き取り：520問 読み取り：480問）
- 成績評価：1000点満点
- 評価基準

| 点数     | TOPIK | 評価 |
| -------- | ----- | --- |
| 300~400  | 1級   | 簡単な挨拶と会話が可能 - 簡単な自己紹介が可能で日常生活であいさつを交わすことができる。 - 日常生活に必要な事物の名前と数字、時間などを表す基本的な語彙の使用が可能。 - 朝鮮語の基本構造を理解し短い文章で意思を表現することができる。 |
| 401~510  | 2級   | 基本的な意思表現と短い会話が可能 - 短いが基本的な会話が可能で、周辺の事物や状況に対し簡単に説明することができる。 - 日常的な経験や予定、意志などを訊ね、答えることができる。 - ゆっくりと話す朝鮮語の話者間の対話を部分的に理解することができる。 |
| 511~630  | 3級   | 日常的な会話が可能 - 朝鮮語での観光、ショッピング、交通手段の利用、各種便宜施設の利用などに困難を感じない。 - 日記、手紙、メモ、Eメール、指示文などを部分的に理解することができる。 - 電話相談、会議、業務会話が断片的に可能である。 - 単純な語彙と文型で日常的な範囲内で朝鮮語話者と対話が可能。 |
| 631~750  | 4級   | 日常的な会話には困難を感じず、制限された範囲内で業務上のコミュニケーションが可能 - 電話で公的な業務が可能で、インターネットや新聞、雑誌などを通した情報習得が可能。 - 日常的な文章以外にも簡単な報告書や説明書などを理解することができる。 - 多様な実用情報を解読することができ生活や業務に必要な各種情報を解読することができる。 - 朝鮮語を母語とする人が多く使用する文型と具体的な表現や語彙を駆使することができる。 |
| 751~880  | 5級   | 多様な状況で比較的適切にコミュニケーションをすることができる - 単独でビジネス相談や事業説明、会議、報告などを自由に行うことができる。 - 日常的な会話以外にもニュース、テレビ広告、映画などをみて聞き取ることができる。 - 辞書なく各種製品の使用説明書、新聞の社会面、雑誌などを読み理解することができる。 - 自身の経験の範囲内での話題に対し比較的正確に表現することができる。 - 自身の専門分野についての文章、書類、文書などを作成することができる。 |
| 881~1000 | 6級   | 朝鮮語を母語とする人と自由にコミュニケーションをすることができ、専門的な対話や業務など特定分野で朝鮮語を使用することができる - 様々な話題に対し自由で流暢に表現することができ、朝鮮語を母語とする人と一般的な時事問題に対する討論を行うことができる。 - セミナー、ドラマ、映画、ニュース、大学の講義などを聞き理解することができる。 - 自身の専攻分野や専門領域で成される会話を理解・駆使し、多様な状況で専門的なコミュニケーションが可能。 - 新聞の社説や専門分野に関する文章を無理なく消化し、小説やエッセイなど文学的な文書もある水準まで理解することができる。 |